# Camille Risler
Pour les articles homonymes, voir Risler.
Camille Risler, dit Risler-Kestner, né le 26 avril 1821 à Paris et mort dans sa ville natale le 28 juin 1881, est un industriel français.

## Biographie
La famille Risler est connue pour son rôle dans l'industrie textile de la ville de Mulhouse, où les ancêtres de Camille, originaires de Porrentruy et initialement nommés « Rossel », se sont installés dès la fin du XVIe siècle.
Né le 26 avril 1821 dans l'ancien 2e arrondissement de Paris, Camille-Ferdinand Risler est le fils de Barbe Heilmann (1784-1853) et de Jean Risler (1781-1856), négociant commissionnaire en draps établi au no 6 du passage Saulnier.
Le 4 janvier 1848, Camille Risler épouse Eugénie Kestner (1828-1862), l'une des filles de l'industriel et homme politique républicain Charles Kestner. Ce dernier, propriétaire d'une importante usine chimique à Thann, associe son gendre à la direction de son entreprise. Camille gagnait jusqu'alors sa vie en tant que négociant.
Le couple Risler-Kestner aura deux enfants :
- Charles Risler (1848-1923), qui épousera en 1877 la fille du sénateur inamovible Léon Laurent-Pichat et sera nommé maire du 7e arrondissement de Paris en 1882 ;
- Mathilde-Eugénie Risler (1850-1920), qui épousera en 1875 le député Jules Ferry, futur président du conseil.

Près de deux ans après la mort de son beau-père, Camille Risler s'associe à deux autres gendres de Kestner, Auguste Scheurer et Victor Chauffour, afin de transformer l’entreprise familiale en une société anonyme, la Fabrique de produits chimiques de Thann (23 mai 1872).
Atteint d'une fièvre cérébrale, Camille Risler meurt le 28 juin 1881 à son domicile du no 37 de la rue Washington. Avant l'inhumation, qui a lieu au cimetière de Thann le 1er juillet, un cortège funèbre accompagne le défunt à la gare de l'Est, en présence de nombreuses personnalités républicaines, dont le président de la Chambre des députés, Léon Gambetta.